# گمینا پنتسواو
گمینا پنتسواو (به لهستانی:  Gmina Pęcław) یک گمینا در لهستان است که در شهرستان گووگوف واقع شده‌است. گمینا پنتسواو ۶۴٫۱۳ کیلومتر مربع مساحت و ۲٬۳۱۴ نفر جمعیت دارد.